# 竜井市
龍井市（りゅうせい-し、朝鮮語: 룡정시）は中華人民共和国吉林省延辺朝鮮族自治州に位置する県級市。

## 地理
龍井市は吉林省東南部の長白山東麓、東経128°54' - 129°48'，北緯42°21' - 43°24'に位置する。東南の豆満江を隔てて北朝鮮との142.5 kmの国境線を有し、北東には延吉市、図們市に、南西は和龍市に、西北は安図県に接する。北に方台嶺、西に英額嶺、南に南崗山があり、四方を山に囲まれている故に中央に龍井盆地を形成している。最高峰は1,331 m、最低点は標高101 m。市内を流れる河川は豆満江、布爾哈通河、海蘭河。市中心部から延吉空港までは13.5 kmの距離。
森林資源が豊富で市域の68%、166,885 haの面積が森林に覆われている。主な樹にアカマツ、キハダ、ヤチダモ、ヤナギ、カバノキ、クヌギ等があり、124科1,072種の経済的に有用な野生動植物が生息する。
鉱蔵も豊富で、現在32種の資源が確認されていて、珪灰石、大理石、石灰石、玄武岩、金、砂金、銅、鉛、安山岩、珪石、粘土、建築石材、鉱泉水、石炭などがある。

## 歴史
- 1909年（宣統元年）、清朝により設置された延吉県を前身とする
- 1906年8月：中国で初の朝鮮人による近代的な学校である瑞甸書塾が設立される。生徒数22人
- 1907年8月19日：日本は龍井村（六道溝）に韓国統監府臨時間島派出所を設置
- 1907年10月上旬：韓国統監府臨時間島派出所は会寧、六道溝（龍井）間に里程標を建てる
- 1908年8月25日：内藤湖南が六道溝（龍井）に到着
- 1909年11月2日：日本は間島日本総領事館を龍井に設置
- 1910年1月1日：琿春海関（税関）の分館として龍井分関（税関）が設置される
- 1910年1月：清国間島龍井村延吉分館が開設される
- 1910年10月7日：基督教会の朴茂林らが尚貞女子学校を創設
- 1911年9月：日本が間島龍井村救済会を設置
- 1912年9月14日：基督教長老教会の曹喜林らが永新学校を創設
- 1916年：龍井から会寧に通じる道路が開通
- 1917年3月20日：朝鮮銀行間島龍井村出張所を開設
- 1917年12月30日：尹東柱が龍井智新鎮明東村に生まれる
- 1919年3月13日：龍井三・一三運動が発生
- 1920年2月4日：長老派教会が恩真中学校を創設。校長フォード、学生数27人で5年制
- 1920年10月30日：獐巌洞事件
- 1921年4月：天道教会が東興中学を創設
- 1921年5月：基督教会が永新中学を創設
- 1921年5月：山崎弁栄（1859 - 1920）が組織した浄土宗「光明会」に帰依していた日高丙子郎が「光明学園高等学校学校」を設立。1934年7月に光明学園高等女学部、1938年1月に省立光明女子国民高等学校に改称、1943年5月に私立龍井明信女子国民高等学校と合併
- 1921年7月1日：「東満通信」と「間島時報」を合併し、「間島新報」が創刊される
- 1921年10月5日、大成儒教孔教会は龍井大成中学を創設し開校式を開く
- 1922年8月：天宝山・龍井・開山屯を結ぶ天図軽便鉄道の工事を起工。反対運動が起こる
- 1922年11月27日：間島日本総領事館で火災が発生
- 1923年3月：共産主義者の金思国らが東洋学院を開きマルクス思想を広める
- 1923年5月14日：朝鮮総督府の支援で、曹洞宗の信者であった陸軍主計主官・浜名寛祐（1864 - 1938）が両本山間島別院を設立。樋口芝巌が院主兼布教師に任命される。日曜童話会、間島健児団、仏教婦人会を組織し、伝道誌「観世音」を発行
- 1923年10月1日：天図軽便鉄道、豆満江岸より龍井村まで営業開始
- 1923年10月：間島通信社が龍井村で史廷鉉により創刊される。発行部数は500部
- 1925年10月：天照大神を祀る間島神社を建立
- 1926年5月：新しい間島日本総領事館が竣工
- 1926年7月：朝鮮共産党東満区域局が成立
- 1927年、林檎梨（サグァペ）が誕生[1]
- 1928年2月：中共満州省委が周東郊を派遣。中共東満特別支部を創建
- 1928年10月：中共東満区委を設置
- 1930年10月6日：龍井村事件…龍井村で日本の警察官10人余と中国兵が衝突。日本の警官2人が中国軍の射撃で死亡。10月7日、朝鮮総督は間島に応援警官100人を派遣。11月5日に引揚げ。10月15日、中国外交部は、龍井村事件について重光代理公使に抗議
- 1932年2月15日：龍井の間島公会堂で民生団発起総会及び創立大会が開催され500人余りが出席
- 1933年4月20日：敦化、図們江間の敦図鉄道開通。龍井で山崎満鉄総裁代理をはじめ関係者、住民が参加して開通式が挙行される
- 1934年：龍井国民学校に加藤清正の「龍井征伐」を記念した「清正公兀良哈攻伐追思碑」が建立される
- 1934年：龍井では地名の由来となった井戸を記念して「龍井地名起源之井泉」と彫られた石碑が建てられる。発起人は李基燮
- 1934年4月1日：間島朝陽川より龍井村、上三峰をつなぐ南廻線改築完成
- 1939年6月15日：東興中学と大成中学が合併し、龍井国民高等学校となる
- 1939年9月：龍井で東満新聞が発行される。発行人は和田日出吉
- 1942年3月：満州国教育部の指示により 龍井の恩真中学は間島省立第三国民高等学校になる
- 1945年6月14日：尹東柱の墓碑が金錫観、弟の尹一柱らによって龍井の丘に建てられる
- 1945年8月12日：龍井の市民有志は「ソ連赤軍歓迎委員会」を組織しビラを作成
- 1945年8月19日：市民2万名余りが参加しソ連軍の歓迎会が龍井で開かれ延吉のソ連赤軍警備司令部に代表を送り祝福の意を伝える。警備司令部は代表に接見し6つの指示を出した
- 1946年4月：龍井において反奸清算大会が開かれる。延辺地区で開かれた最初の反奸清算闘争大会で１万人あまりが参加。
- 1947年3月：延辺専員公署が龍井の吉林省立医院を接収管理し、延辺医院に改称
- 1949年4月1日：延辺大学が龍井医科専門学校を接収し管理し、延辺大学医学部が成立
- 1950年11月：延辺大学の校舎が河南街から公園街（現在の位置）に移転。医学部も龍井より移転。関東軍兵営を修理し事務庁舎兼実験室として使用する
- 1958年5月1日：龍井の東盛人民公社に延吉県黎明（セビョク）農民大学が設立される。金時龍が初代学長
- 1958年7月：延辺農学院、延辺医学院が延辺大学から分離。延辺農学院は延辺農業の中心地である龍井に移転
- 1959年10月：延辺聾唖学校が龍井で設立
- 1965年：龍井の延辺聾唖学校が民族ごとに2つに分かれ、朝鮮族学校は和龍県に移転、「和龍県朝鮮族聾唖学校」となる
- 1967年8月2日 - ：龍井の開山屯で数百人が参加する大規模な武闘が発生、100人余りが死傷。紅色造反革命委員会が国境警備歩哨の機関銃を奪い乱射
- 1967年8月18日：「抗大造反団」の豆満江渡河事件。両派造反組織が、龍井市開山屯の国境付近で武闘。「紅色造反大軍」が労働者革命委員会に向けて銃撃したため数十名が豆満江を泳いで北朝鮮に避難。 北朝鮮に逃れた人々は、しばらく避難してから延辺に戻ってきたが、「国に叛いた暴乱分子」として迫害される
- 1982年2月：延辺農学院附属製薬廠が龍井製薬廠に改名
- 1982年4月30日：龍井の東山街に朝鮮民俗博物館（龍井民俗博物館）が開館。建物自体は朝鮮族の伝統的な住宅様式を保存するために1982年に建てられたもの
- 1983年：龍井出身の日本人が戦後初めて龍井を団体で訪問（第1次訪龍）
- 1983年：龍井県に改称
- 1984年8月：延辺州第1次イスラム教代表会議が龍井で開かれ、延辺州イスラム教会が成立
- 1987年9月25日：龍井市政府が林檎梨誕生の紀念碑を建立
- 1988年：県級市に昇格し龍井市に改称
- 1993年5月：尹東柱の代表作「序詩」を刻んだ記念碑が韓国東亜日報と海外韓民族研究所によって龍井中学校庭に建てられる
- 1993年9月20日：龍井美食街が竣工
- 1993年9月22日：龍井政府が主催する「第1回龍井・林檎梨（サガペェ・苹果梨）節」が開かれる
- 1994年6月：海外韓民族研究所と東亜日報の協賛により龍井中学校の校庭に大成中学校が復元される
- 1995年7月：東盛涌郷龍山村に延辺で初の朝鮮族民俗村が建設される
- 1995年8月15日：龍井市政府が旧間島総領事館（龍井市政府）の地下室で龍井市革命史展覧館を開設
- 1999年8月8日：龍井市ピアム山の中腹に女性作家姜敬愛文学碑が立てられる
- 2000年8月3日：智新郷で「作家金昌傑文学碑」の除幕式が開かれる 。韓国人の支援を受け建立

## 行政区画
3街道、5鎮、2郷を管轄：
- 街道弁事処：安民街道、龍門街道、梨園街道
- 鎮：開山屯鎮、老頭溝鎮、三合鎮、東盛涌鎮、智新鎮
- 郷：徳新郷、白金郷

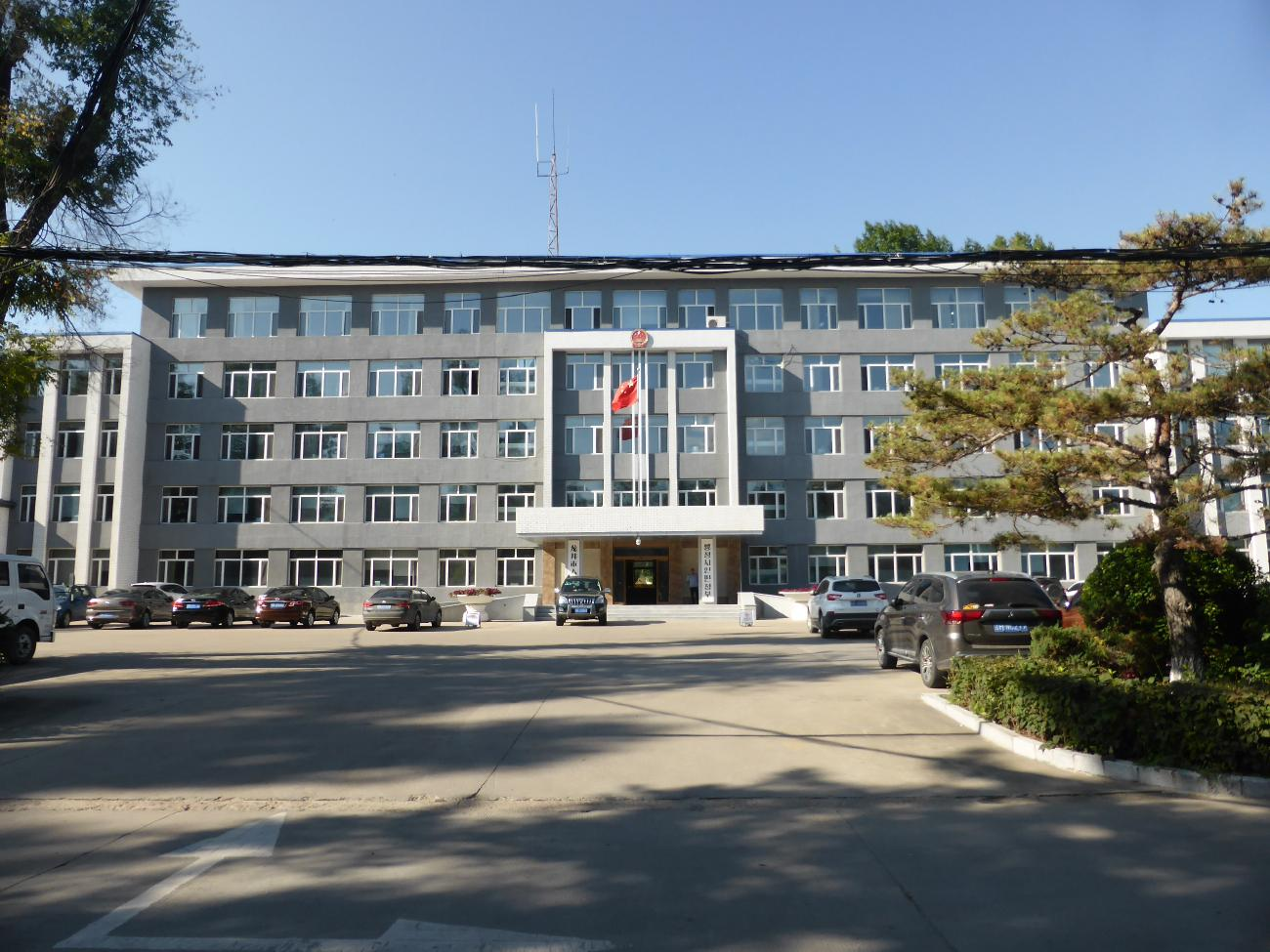
龍井市政府
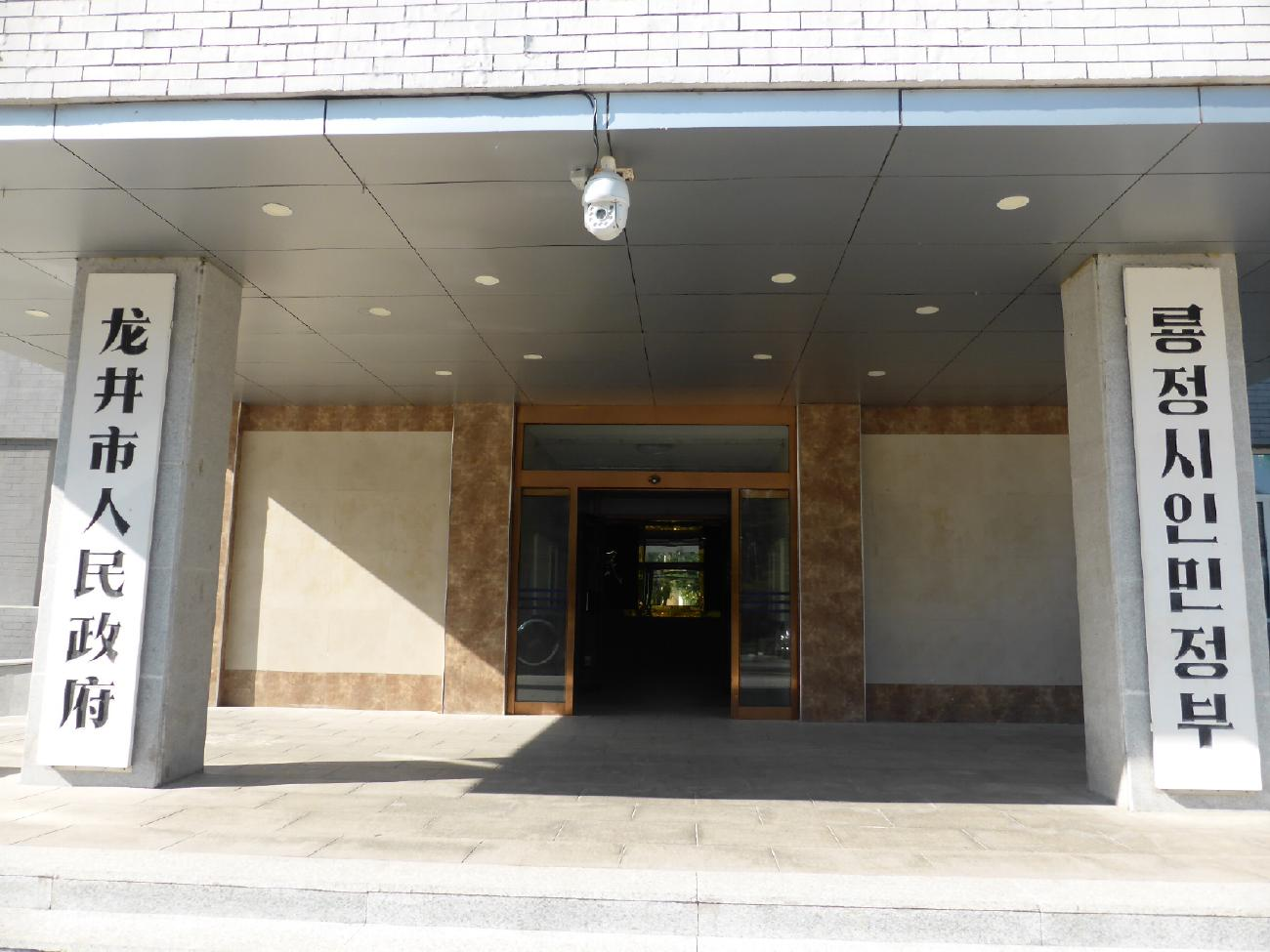
龍井市人民政府正門

## 交通

### 鉄道
- 竜井駅 - 朝開線（中国語版）、和竜線（中国語版）の接続駅

### 道路
- 国道
  - G302国道
  - G331国道
  - G333国道（中国語版）

### バス
- 竜井バスターミナル

## 観光
- 地名起源之井泉
- 旧間島領事館（2016年頃まで龍井市政府として使用）
- 旧東洋拓殖会社間島支店
- 旧朝鮮銀行龍井支店
- 旧栗原書店（現新華書店）
- 旧満映館（現龍井劇場）
- 西市場 - 市内最大の市場。他に北市場などがある。
- 奪取十五萬円事件遺址 - 1920年1月4日に発生した朝鮮銀行券略奪事件の石碑がある。
- 五卅暴動指揮部址 - 1930年5月30日、朝鮮族人民の反帝反封建的闘争の司令部跡地。
- 三・一三反日義士陵
- ソンバウイ - 安重根が射撃の練習をしたといわれている小高い岩山
- 歴史記念館 - 竜井中学校敷地内（大成中学校旧址・尹東柱の出身校）
- 琵岩山一松亭
- 尹東柱生家 - 智新鎮明東村
- 望江閣 - 三合鎮の高台にあるこの展望台から北朝鮮の会寧市が見える。
- 開山屯口岸 - 開山屯鎮にある。かつては鉄道で北朝鮮と繋がっていた。現在三峰橋を渡るのはトラックのみ。

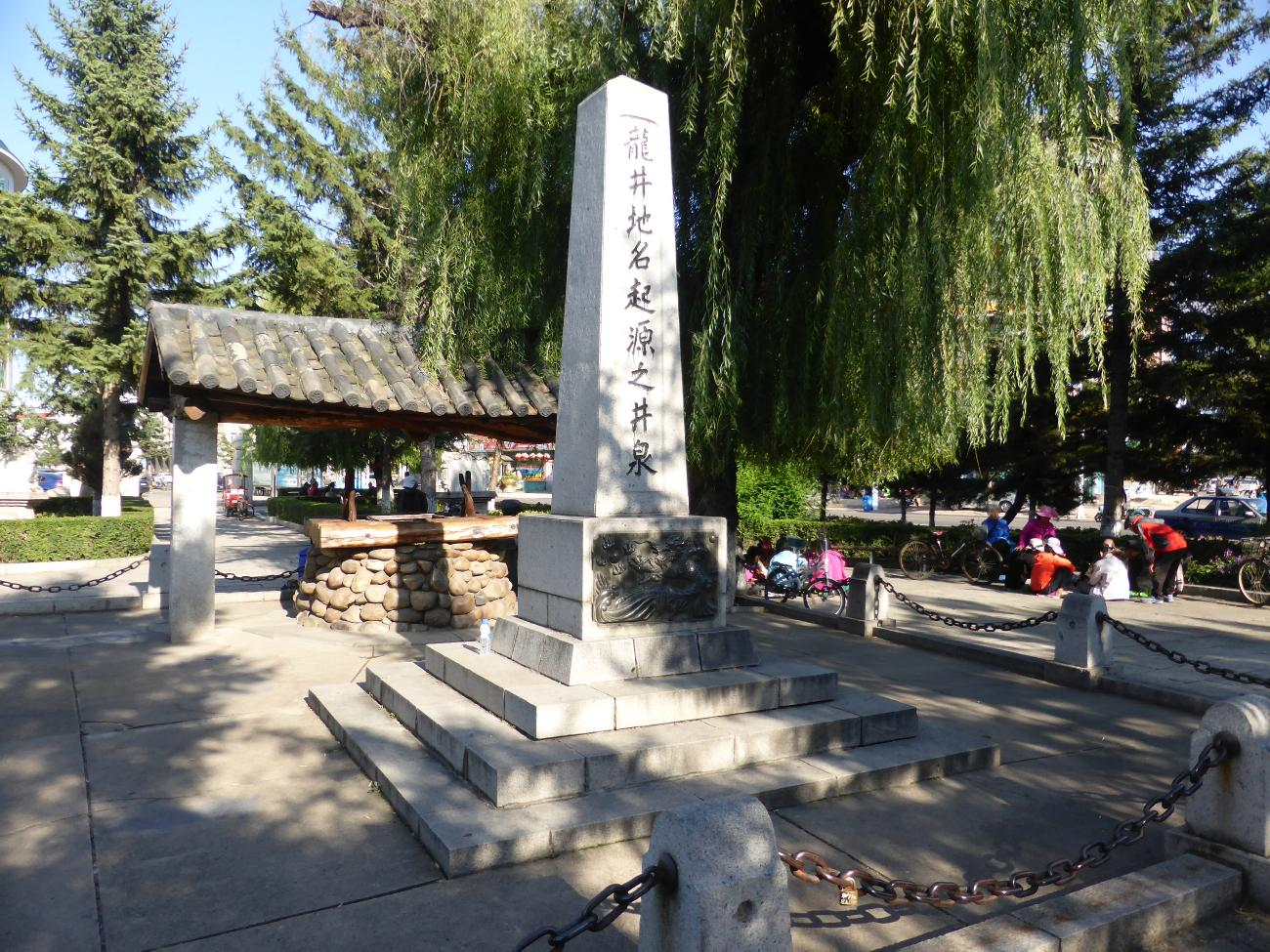
龍井地名起源之井泉
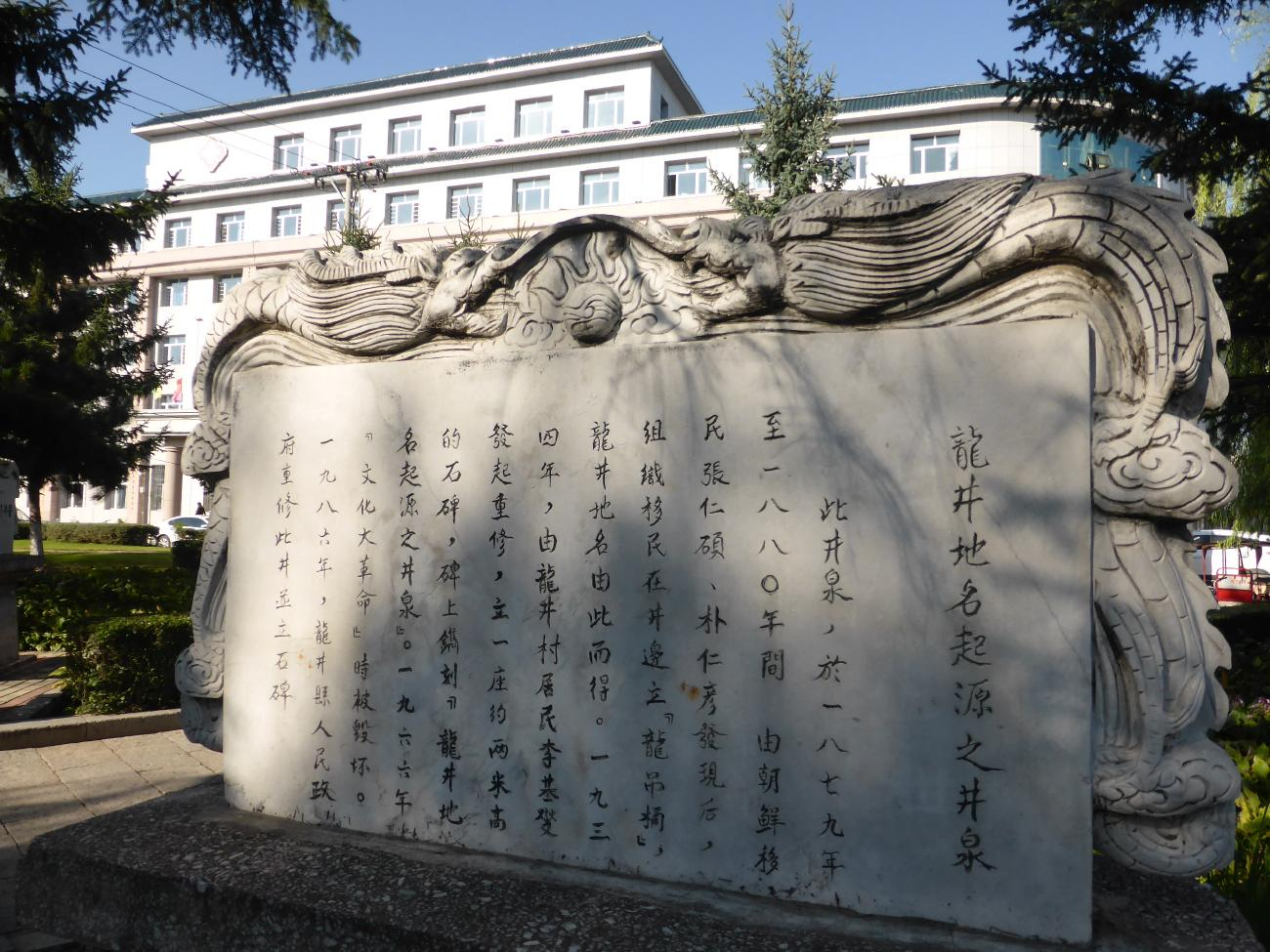
龍井地名起源之井泉のプレート
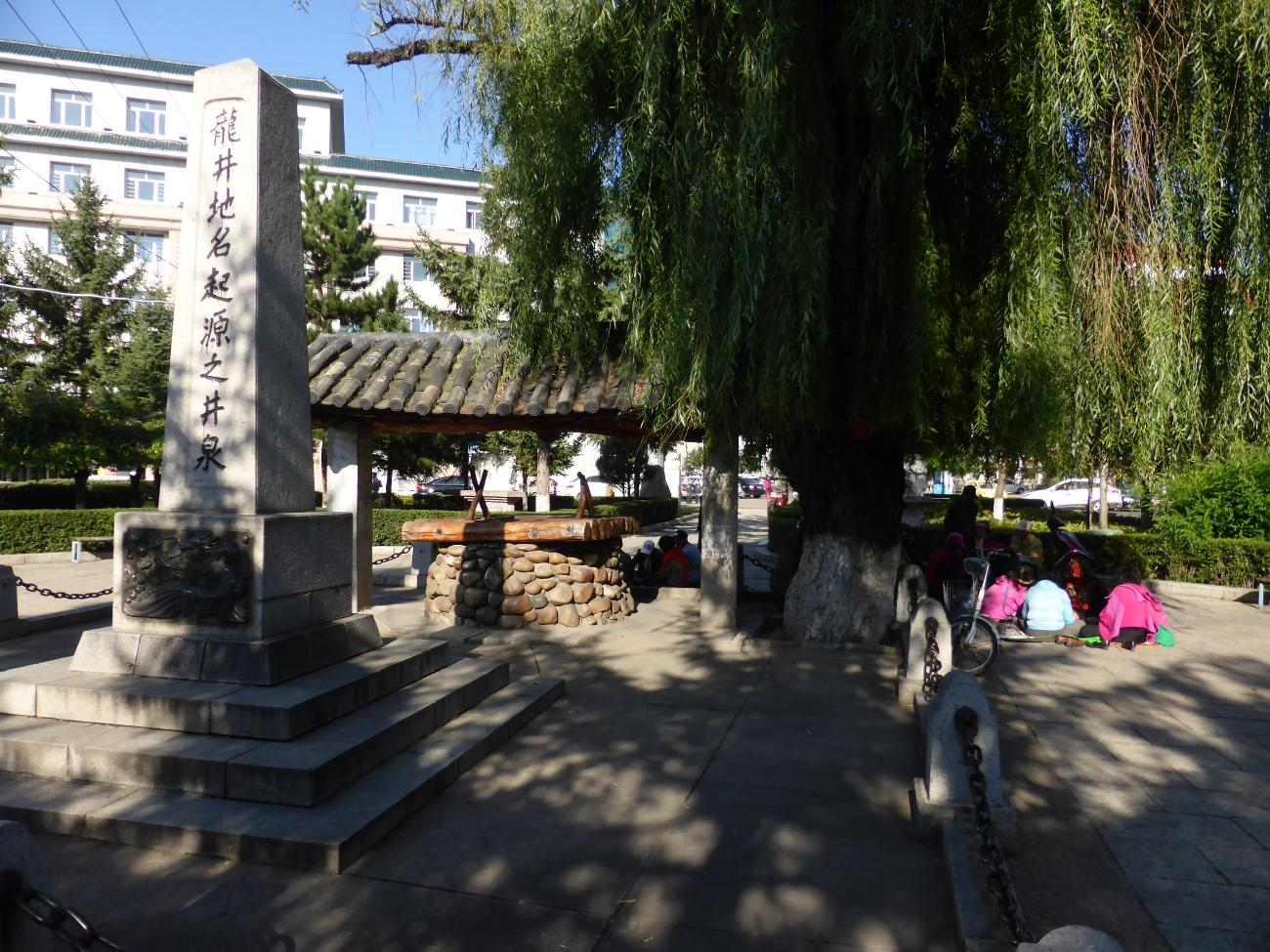
晴天日はここに集まって花札をする朝鮮族
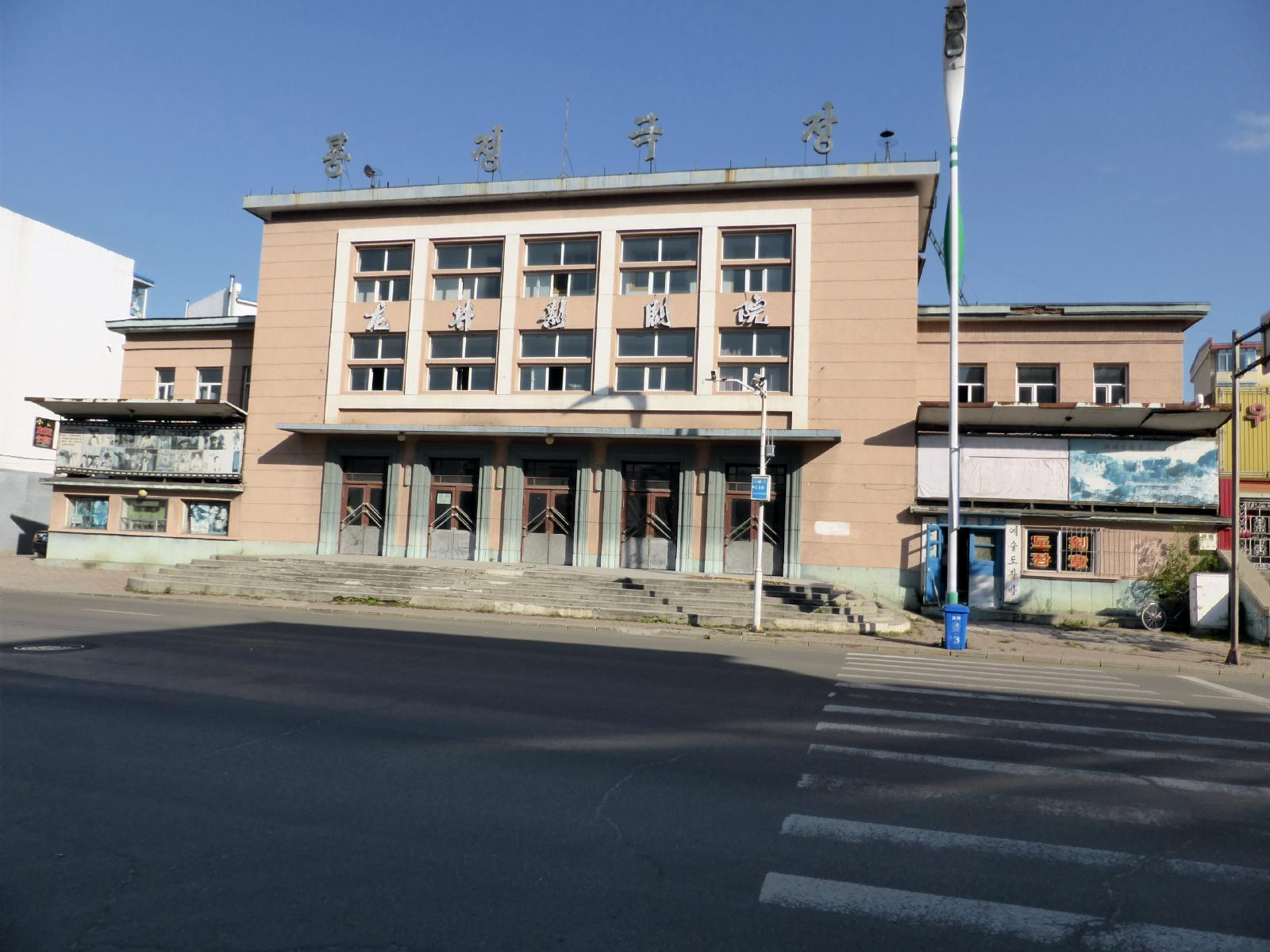
旧龍井劇場
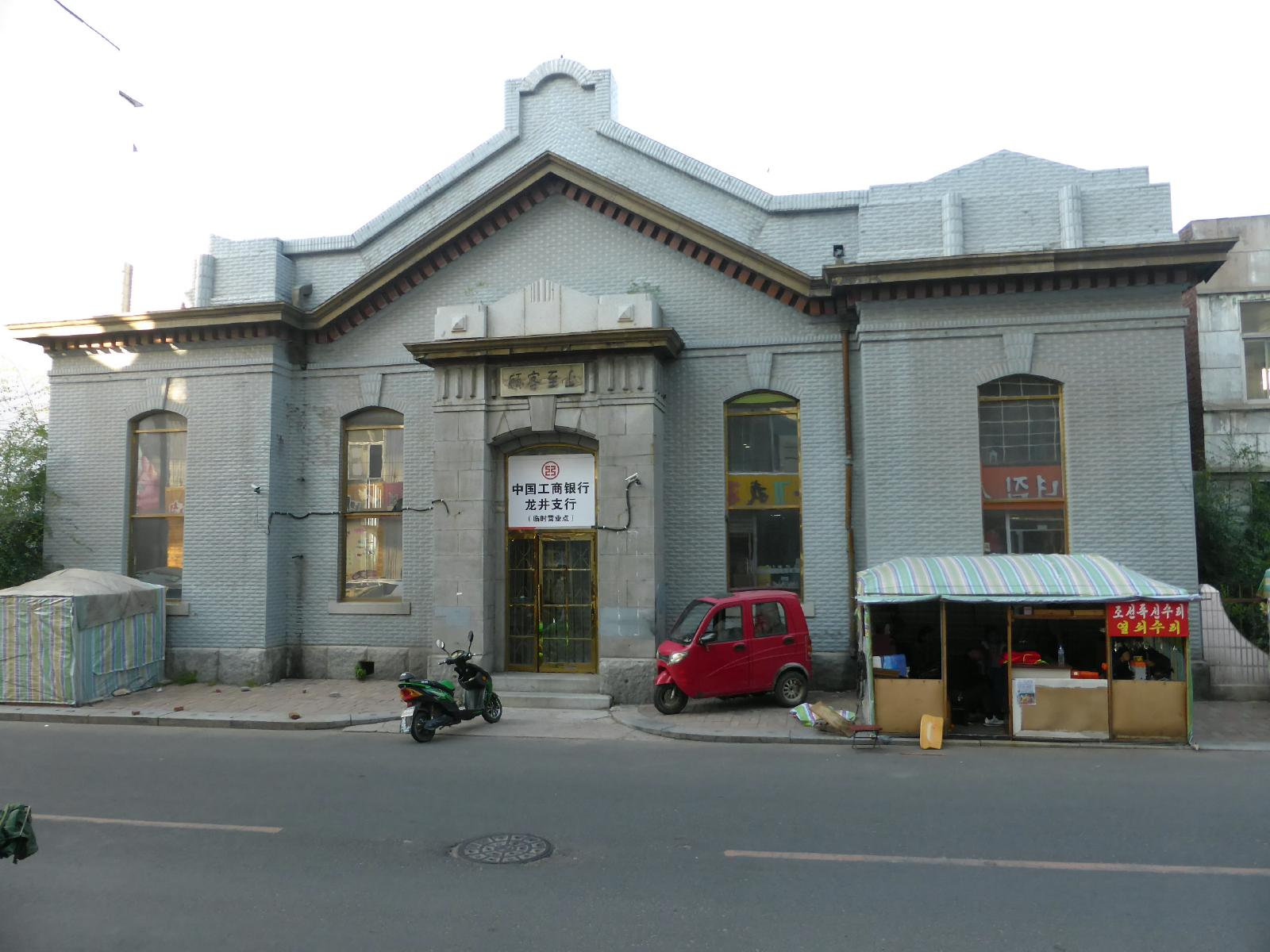
旧東洋拓殖会社間島支店

### 奪取十五萬円事件

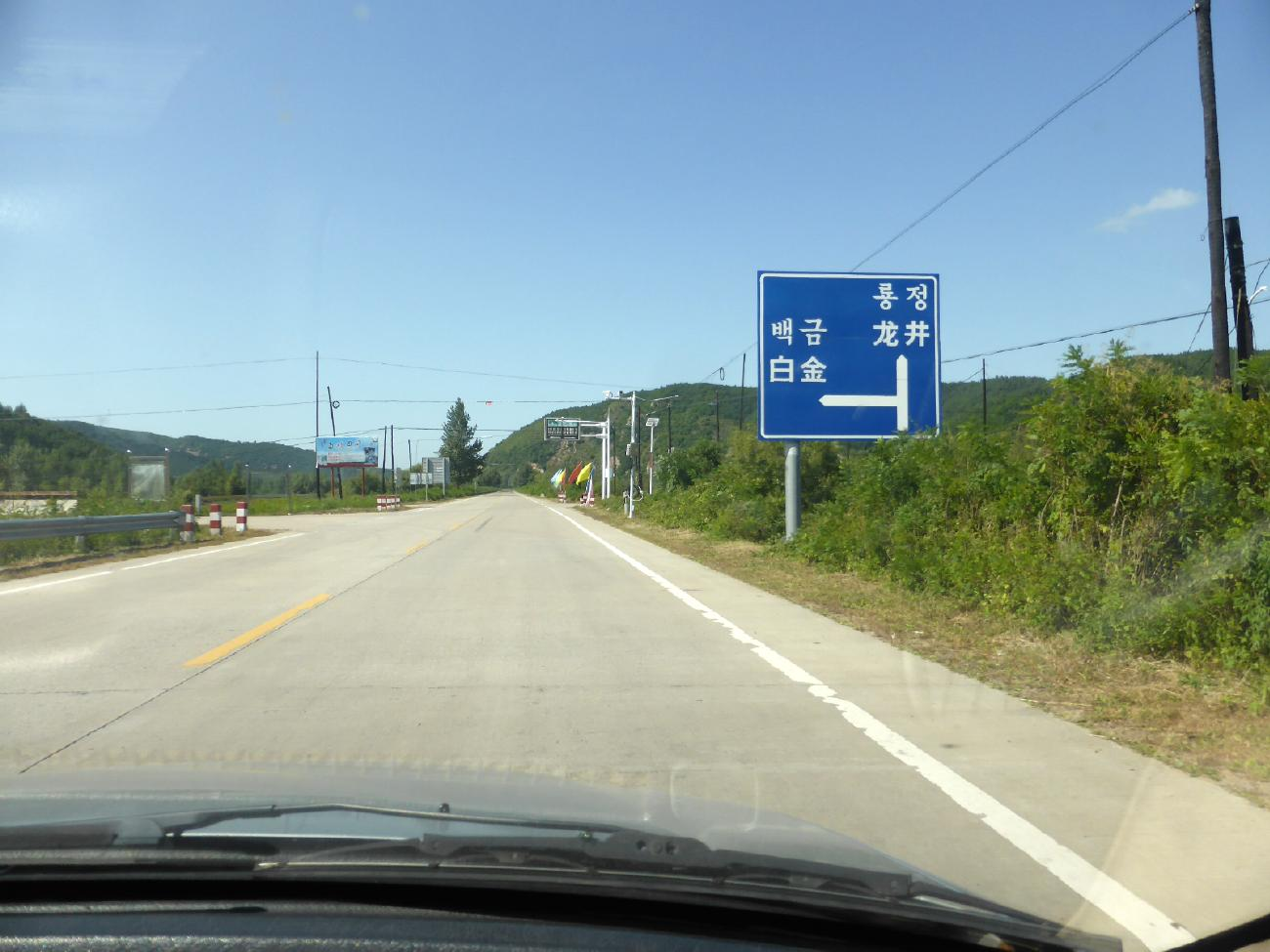
龍井と白金の分岐点に奪取十五萬円事件遺址
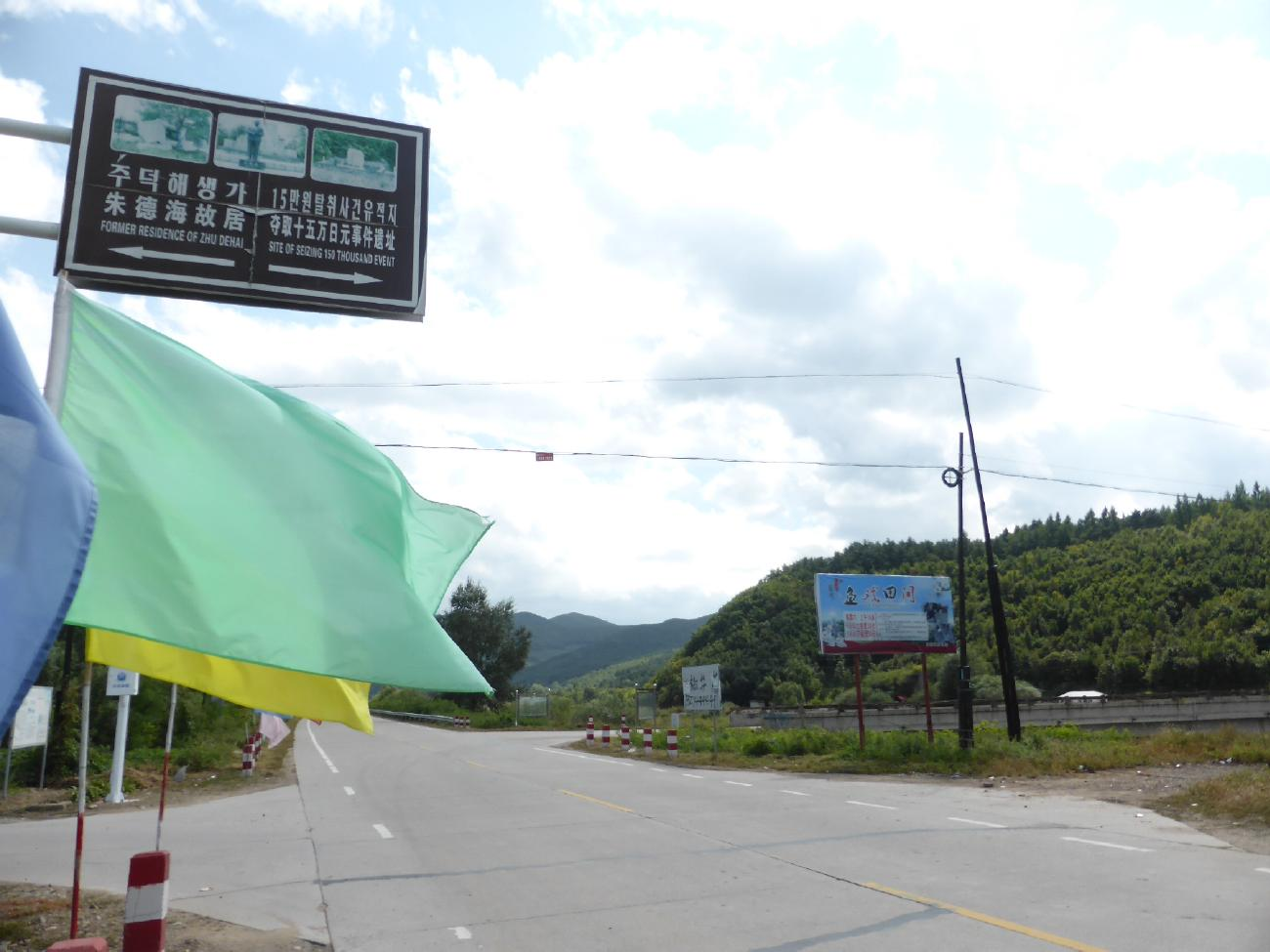
205号線沿いの奪取十五萬円事件遺址
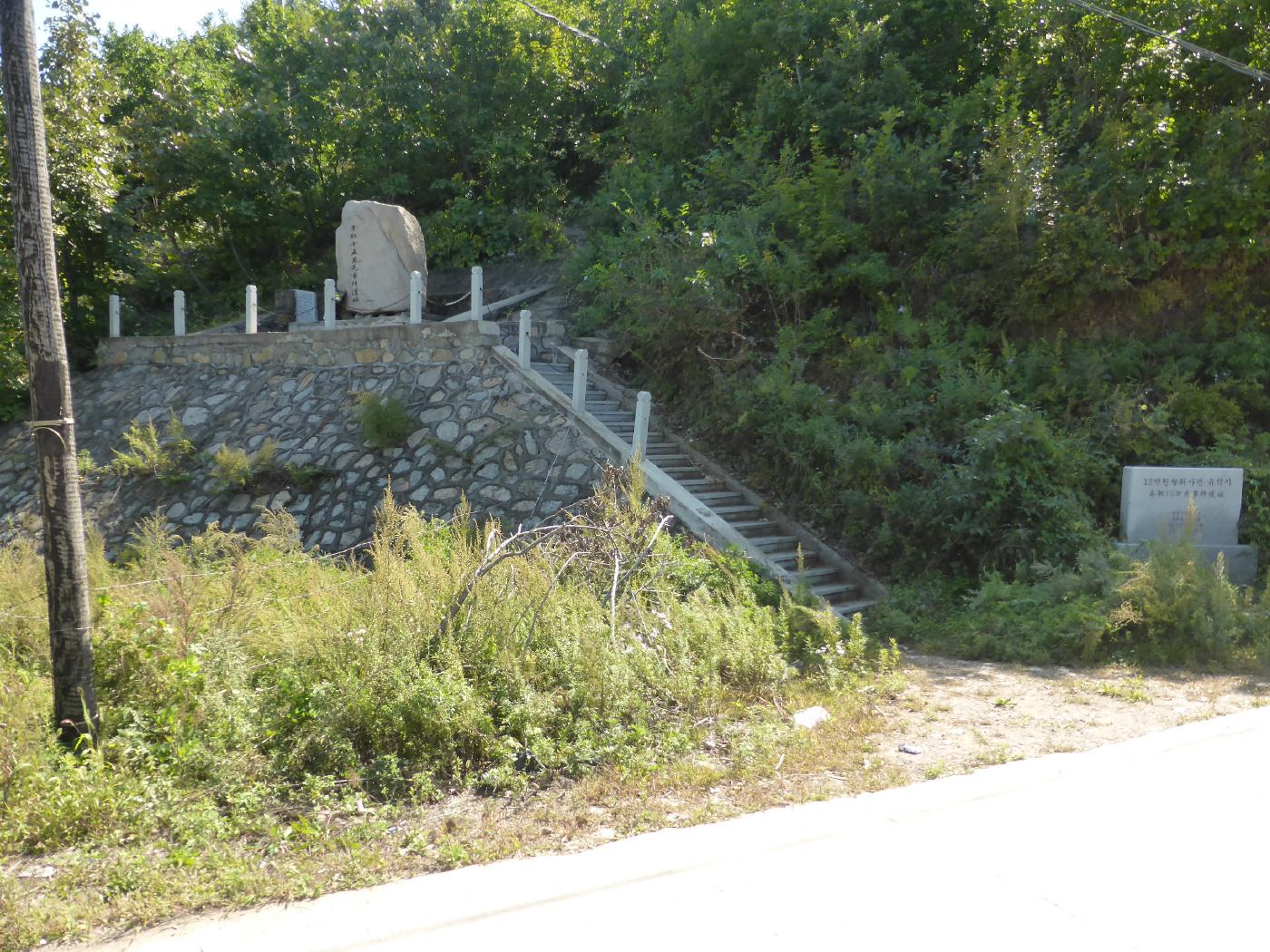
奪取十五萬円事件遺址全景
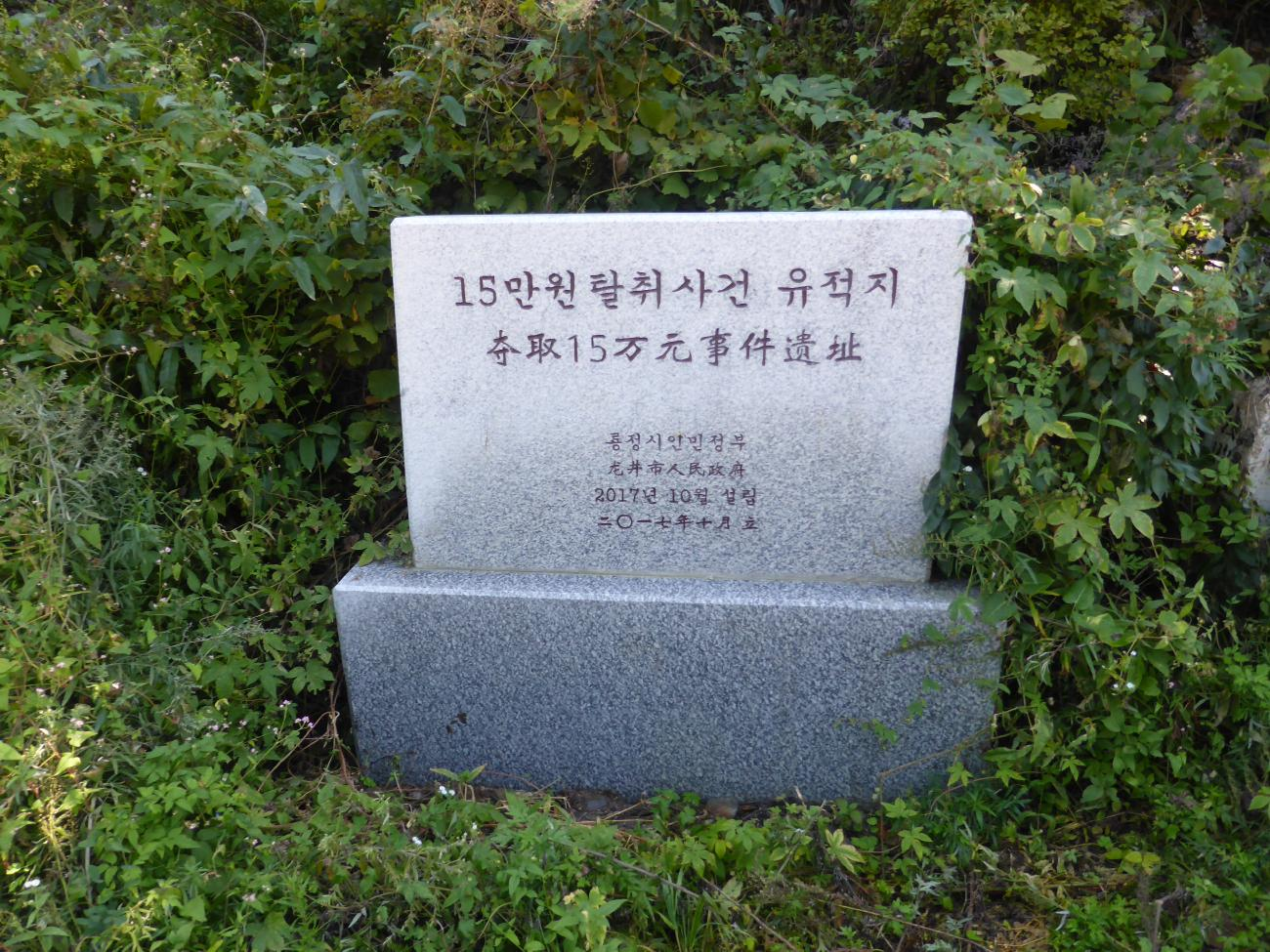
奪取十五萬円事件遺址のプレート
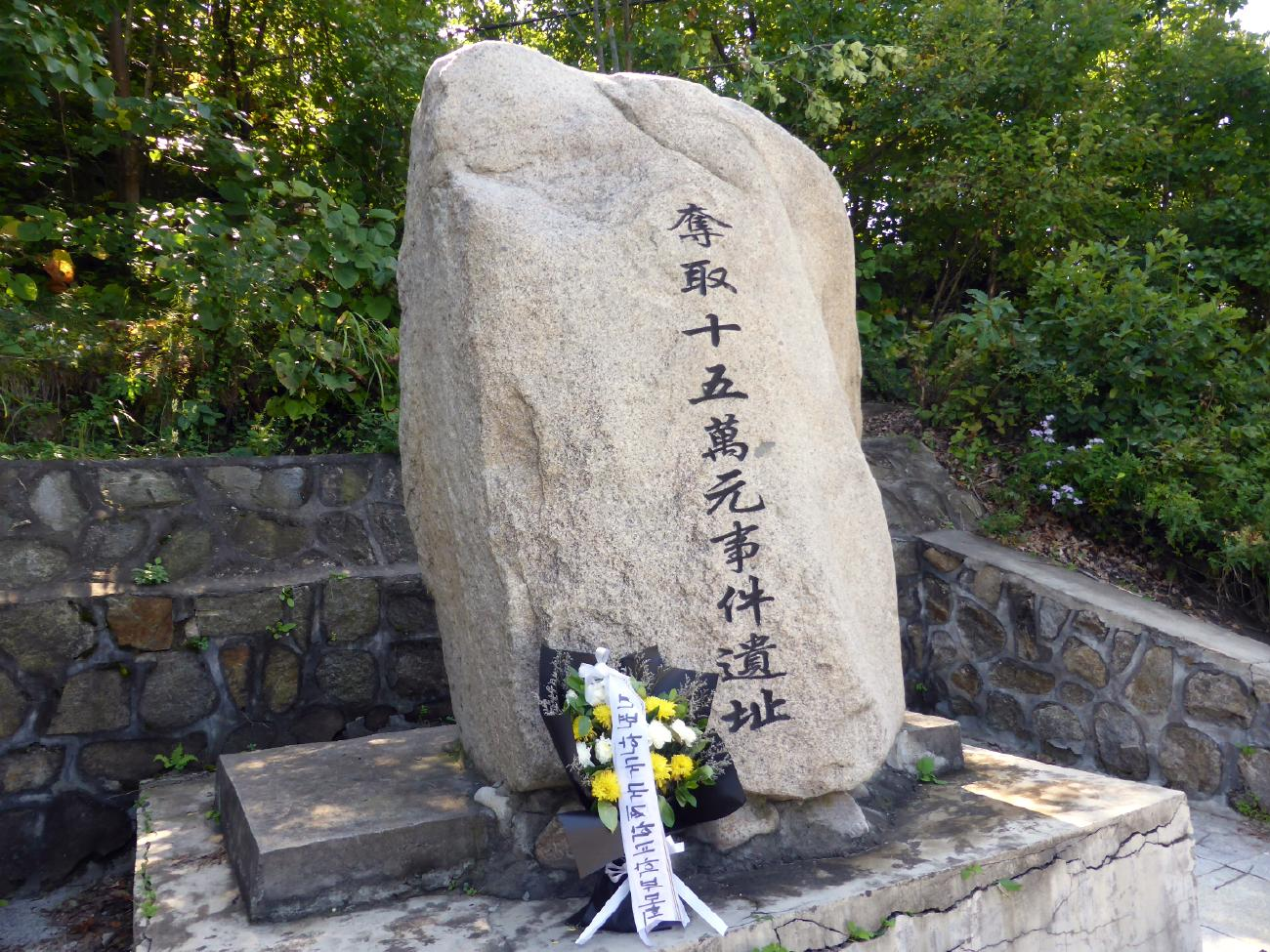
献花してある奪取十五萬円事件遺址碑
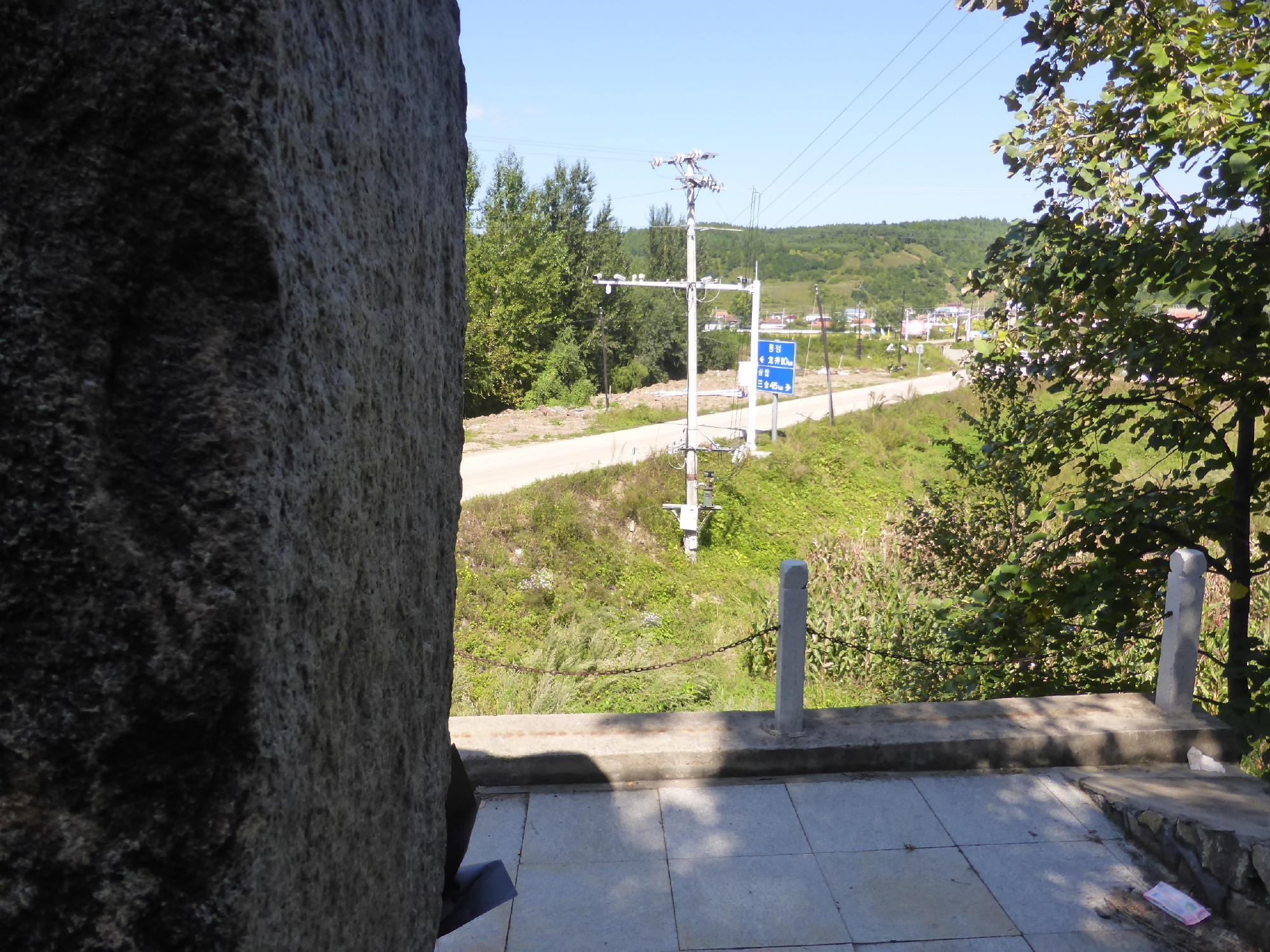
遺址碑の背後から。三合鎮まで45 km
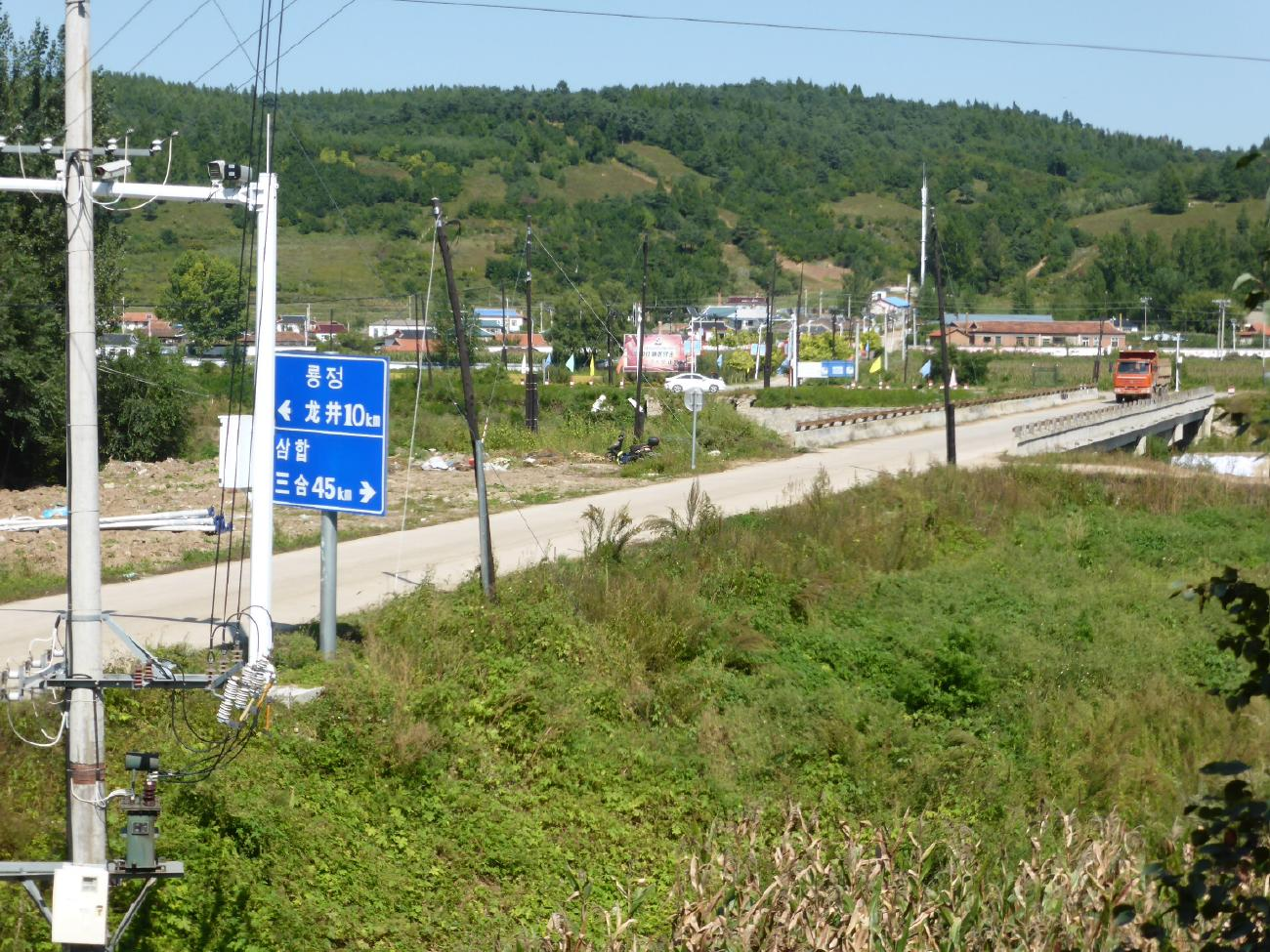
龍井中心地から10 kmの場所に在る

### 五卅暴動指揮部址

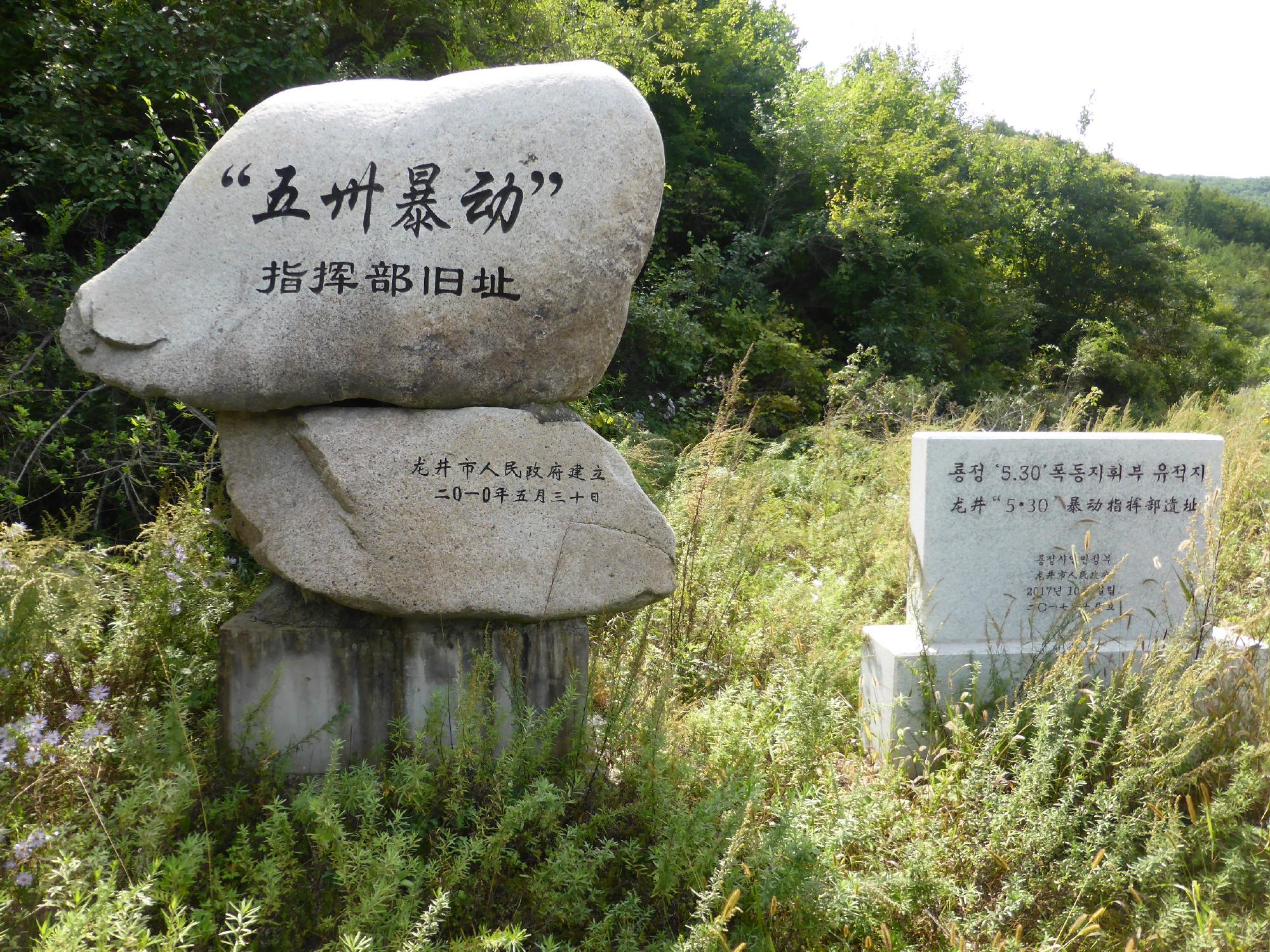
十五萬円碑の直ぐ近くにある五卅指揮部址
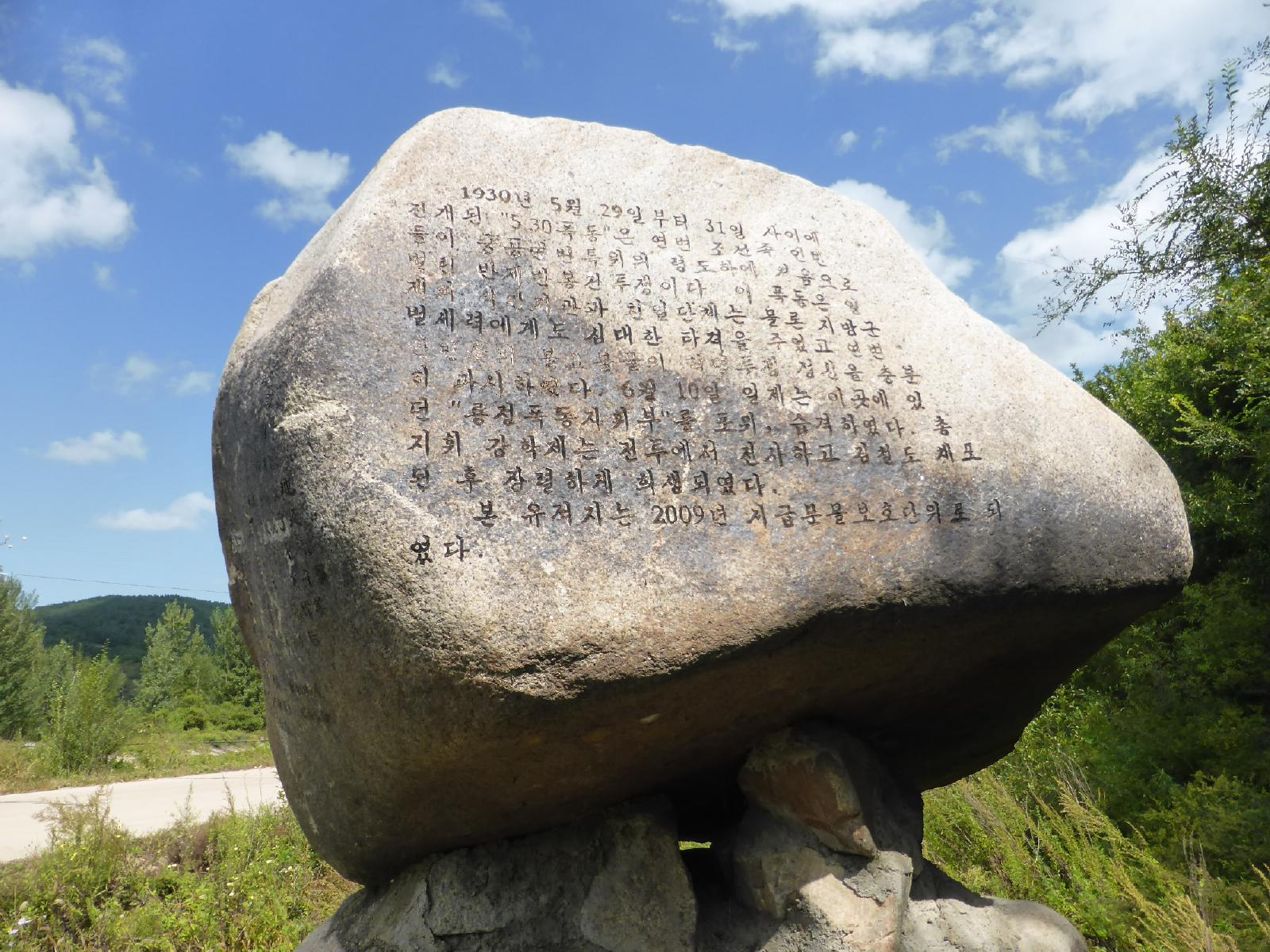
五卅暴動指揮部址碑の裏の概要
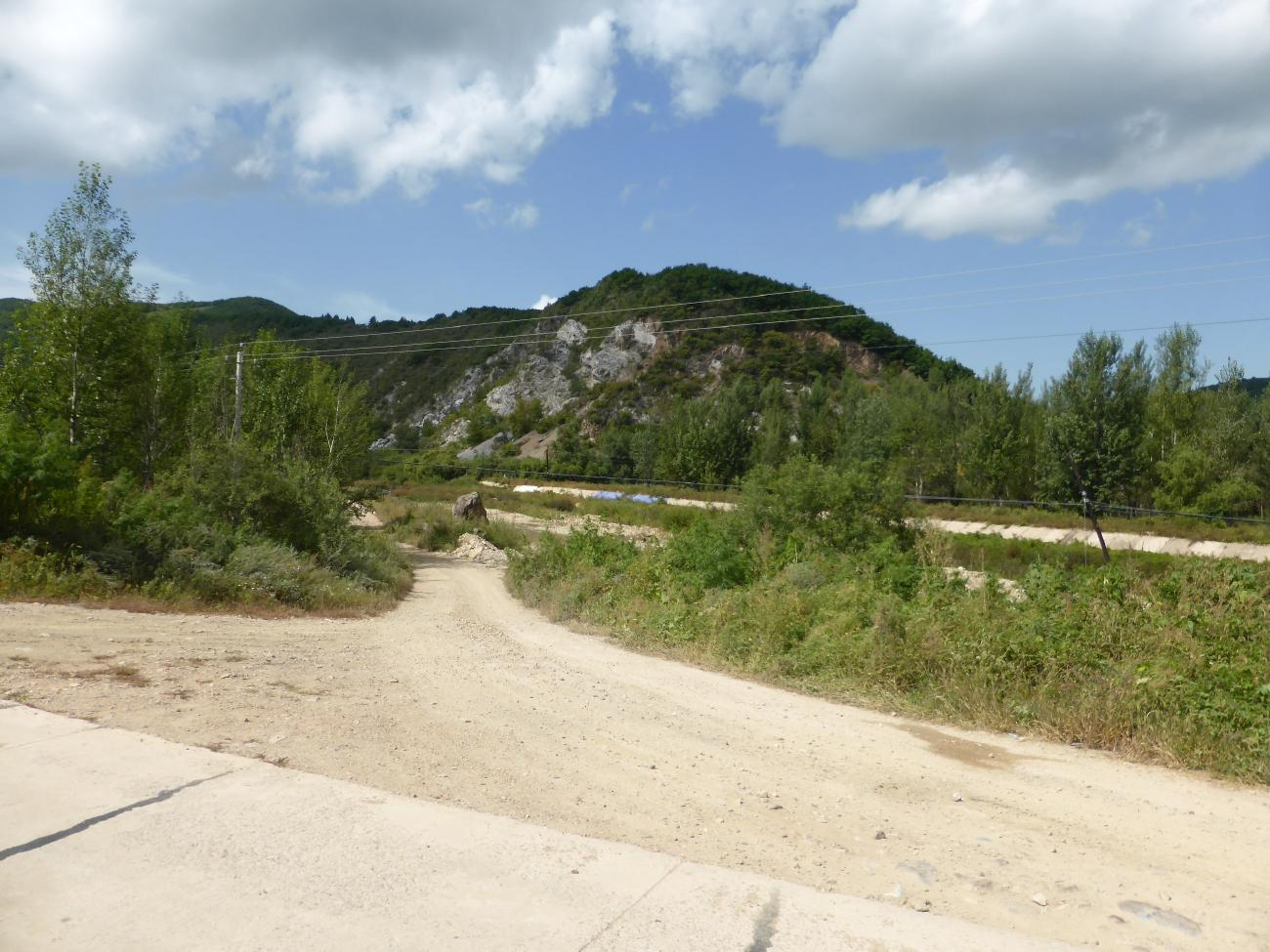
五卅暴動指揮部址の正面には小川

## 出身人物
- 尹東柱 - 詩人、1917年明東村（現・智新鎮明東村）生まれ
- 文益煥 - 韓国の牧師・民主化運動家、1918年明東村生まれ